# Орден Примирения ЦАР
Орден Примирения — национальная награда Центрально-Африканской Республики.

## История
Приказ об учреждении ордена Примирения № 19.220 был издан президентом Фостен-Арканж Туадером 28 января 2019 года в результате подписания соглашения «О мире и примирении в Центральноафриканской Республике» в Хартуме (Судан).
Предусмотрено 3 степени ордена Примирения:
- Рыцарь
- Офицер
- Командор

Орденом Примирения награждаются граждане Центральноафриканской Республики или иностранные граждане, внёсшие свой вклад в примирение и восстановление мира.

## Описание
Орден Примирения степени рыцаря представляет собой звезду с 16 лучами. 8 лучей позолочены, 4 окрашены в зелёный цвет и ещё 4 — в белый. Предусмотрены синие вставки между каждым соседним лучом. В центральной части звезды расположен круг с изображением карты Центральноафриканской Республики, рукопожатие и надпись на двух языках (французский и санго): «ORDRE DE LA RÉCONCILIATION EN CENTRAFRIQUE» и «LËNGO SÖNGO NA BÊAFRIKA». Фразы в переводе означают «Указ о примирении в Центральной Африке».
Орден степени офицера представляет звезду с 16 лучами (6 позолоченных, 4 зелёных, 4 красных с голубыми вставками). Также есть корона и ожерелье, украшенное маленькой звездой с 5 лучами. В центре расположен круг с изображением карты Центральноафриканской Республики, рукопожатием и надписью на французском и санго «ORDRE DE LA RÉCONCILIATION EN CENTRAFRIQUE» и «LËNGO SÖNGO NA BÊAFRIKA».
Орден степени командора также выполнен в виде звезды с 16 лучами (8 позолоченных, 4 зелёных, 4 красных с голубыми вставками). Предусмотрена крупная корона с ожерельем, на котором размещена звезда. В центральной части размещены круг с картой Центральноафриканской Республики, рукопожатие и надписи «ORDRE DE LA RÉCONCILIATION EN CENTRAFRIQUE» и «LËNGO SÖNGO NA BÊAFRIKA».